# Muro del Hexamilión

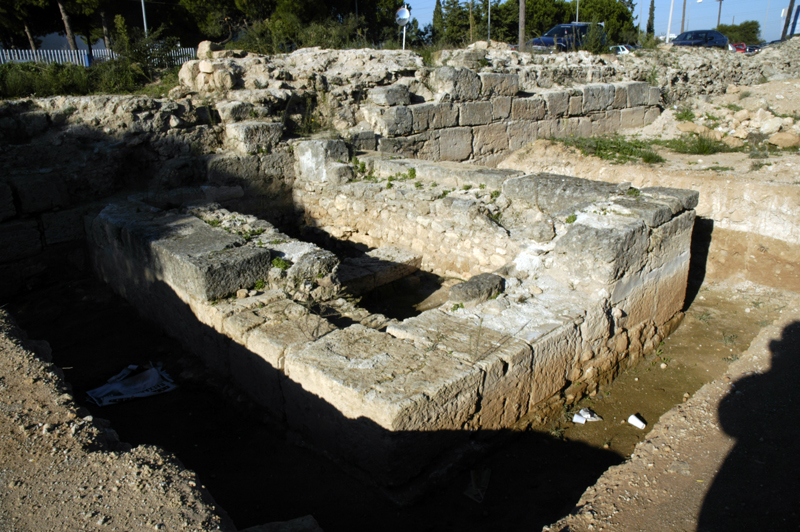
Una parte conservada de la muralla con la base de una torre.

Posición geográfica de la muralla de Hexamilion.

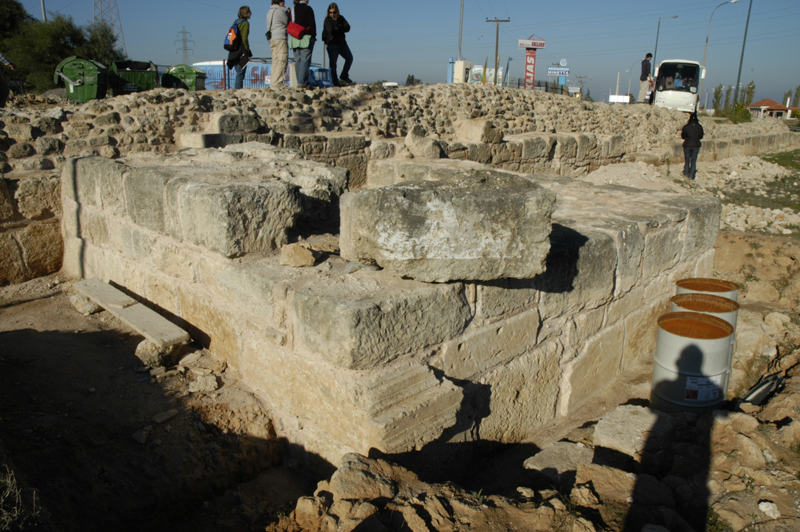

El Hexamilión (en griego: Εξαμίλιον τείχος), cuyo significado es seis millas, es una muralla que se encuentra ubicada en el istmo de Corinto (Grecia). Fue construida por el emperador bizantino Teodosio II para hacer frente a las invasiones bárbaras del siglo V. Los terremotos que acontecieron en la primera mitad del siglo VI causaron su destrucción, por lo que tuvo que ser reconstruida por Justiniano I (548-560), motivo por el que a veces se la conoce como muralla de Justiniano.
Muchos siglos más tarde, el déspota Teodoro I Paleólogo planeó la restauración de la muralla para protegerse de los invasores, pero la ejecución de las obras se retrasó hasta el reinado de Manuel II Paleólogo. Sin embargo, Turahan destruyó por primera vez el Hexamilión en 1431. El déspota Constantino Paleólogo, el futuro Constantino XI, último emperador de Constantinopla, lo reconstruyó en 1443. Los potentes cañones turcos de Murad II, recientemente desarrollados, lo derribaron nuevamente el 10 de diciembre de 1446. Turahan volvió a cruzar el Hexamilión en 1452, doblegando la resistencia de los bizantinos. Posteriormente los venecianos restauraron de nuevo el Hexamilión.

## Antecedentes
El istmo de Corinto se trató de fortificar con un muro en otros momentos históricos anteriores. Oscar Broneer ha opinado que la época micénica levantó un primer muro, que pudo servir para marcar el límite de un territorio. Sin embargo, hasta ahora no se ha podido probar que la fortificación date de fecha tan antigua. Más tarde, en la época clásica, durante las guerras médicas también se propuso la fortificación del istmo como medio de defensa ante la amenaza de las tropas persas. Aunque Heródoto expresaba la opinión de que ese muro no serviría de nada sin contar también con el dominio naval, también afirma que sí se levantó un muro. Pausanias también relata que, durante la invasión de los gálatas del 279 a. C., los peloponesios tenían amurallado el istmo de Corinto, desde Lequeo hasta Céncreas.